# Figuration (Soziologie)

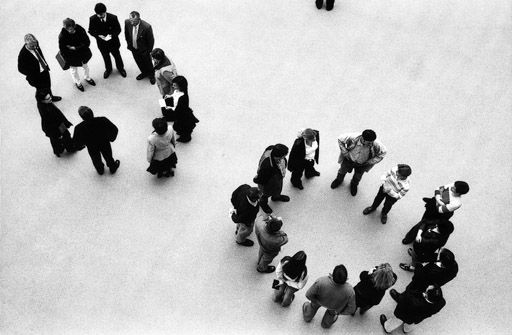
Individuen bilden temporär eine (Interessen-)Gemeinschaft

Figuration oder Interdependenzgeflecht ist ein Begriff der Prozesssoziologie von Norbert Elias. Sie betont wechselseitige Angewiesenheiten von Individuen.
Elias ging es auch um eine Alternative zu grundlegenden soziologischen Herangehensweisen im 20. Jahrhundert. Diese betrachteten soziale Wirklichkeiten isoliert (vor allem Individuen) und in einem Zustand der Ruhe. Im Sinne der Figuration stehen Individuen jedoch nicht im (autonomen) Gegensatz zur Gesellschaft. Stattdessen ist Gesellschaft das von Individuen gebildete Interdependenzgeflecht, das permanent in Bewegung ist.

## Konzept
Norbert Elias hat den Begriff Figuration in seinen frühen Grundlagenwerken (Die höfische Gesellschaft, Über den Prozeß der Zivilisation) noch nicht verwendet, sondern erst später als prozess-soziologisches Werkzeug eingeführt.
Elias versteht unter einer Figuration ein dynamisches soziales Netzwerk oder Beziehungsgeflecht von untereinander abhängigen Individuen. Diese Beziehungen zwischen den Menschen sind nach Elias das Wesen jeder sozialen Gemeinschaft. Die Soziologie hat demnach die Aufgabe, diese Beziehungsgeflechte zwischen sozialen Akteuren zu untersuchen.
Der Begriff dient dazu, soziologische Untersuchungen über Gruppenstrukturen oder Konstellationen mit denen von individuellen Verhaltensstrukturen zu verbinden sowie den Wandel solcher Strukturen zu untersuchen. Individuen existieren, wie Gruppen, in sich verändernden Kontexten anderer Individuen und Gruppen, die nur als Geflecht und in Abhängigkeit voneinander (interdependent) gedacht werden können.
Alle Beziehungsgeflechte von Menschen können als Figurationen gesehen und untersucht werden. Die kleinst mögliche Figuration ist eine Zweierbeziehung, die größtmögliche die Menschheit. Je größer eine Figuration ist, desto länger und differenzierter sind die Interdependenzketten zwischen den zugehörigen Menschen.
Eine der frühesten und bekanntesten Studien von Norbert Elias auf der Basis des Figurationsbegriffs ist die 1965 publizierte Untersuchung „Etablierte und Außenseiter“, in der die Gruppierungen einer Arbeitersiedlung als „Etablierten-Außenseiter-Figuration“ untersucht werden.
Elias hat den Begriff der Figuration als prozess-soziologisches Werkzeug entwickelt, um gängigen Missverständnissen entgegenzuwirken:
- Vermeidung des Missverständnisses des Individuums als wir-loses Ich und von Individualität als soziale Unabhängigkeit

Elias fiel auf, dass mit der Entwicklung von Individualität das Konzept des Individuums häufig missverstanden wurde und zu irreführenden Selbstbildern, Menschenbildern und Gesellschaftsbildern führte. Denn das Individuum erscheint meist als die „immer gleiche Figur des isolierten Menschen, in der Form des homo clausus oder wirlosen Ichs, in seiner gewollten oder ungewollten Vereinsamung“. Es erscheint als „denkende Statue“ bzw. als „eine Art a-soziale Maschine“. Der Figurationsbegriff befördert es, Menschen grundlegend als soziale Beziehungswesen zu verstehen.
Da bereits das Konzept des Individuums von den oben beschriebenen, grundlegenden Missverständnissen durchzogen ist, überträgt sich dies auch auf das abstraktere Phänomen der Individualität, die häufig als soziale Unabhängigkeit missverstanden wird.
- Vermeidung der gedanklichen Trennung von Gesellschaft und Individuum und hieraus resultierender Missverständnisse

Für Elias fungiert der Begriff als prozess-soziologisches Werkzeug, „mit dessen Hilfe man den gesellschaftlichen Zwang, so zu sprechen und zu denken, als ob ‚Individuum‘ und ‚Gesellschaft‘ zwei verschiedene und überdies auch antagonistische Figuren seien, zu lockern.“ Der Begriff soll den Gegensatz einer solchen Rede und solchen Denkens aufheben:

„Das Geflecht der Angewiesenheiten von Menschen aufeinander, ihre Interdependenzen, sind das, was sie aneinander bindet. Sie sind das Kernstück dessen, was hier als Figuration bezeichnet wird, als Figuration aufeinander ausgerichteter, voneinander abhängiger Menschen. [...] Der Begriff der Figuration ist gerade darum eingeführt worden, weil er klarer und unzweideutiger als die vorhandenen begrifflichen Werkzeuge der Soziologie zum Ausdruck bringt, daß das, was wir ‚Gesellschaft‘ nennen, weder eine Abstraktion von Eigentümlichkeiten gesellschaftslos existierender Individuen, noch ein ‚System‘ oder eine ‚Ganzheit‘ jenseits der Individuen ist, sondern vielmehr das von Individuen gebildete Interdependenzgeflecht selbst.“

- Vermeidung eines statischen Verständnisses von Beziehungen

Elias versteht Figurationen als soziale Prozesse, die einer grundlegenden Wandlungsdynamik unterliegen. Der prozessual angelegte Figurationsbegriff soll das Verständnis von laufendem sozialem Wandel von Beziehungsgeflechten erleichtern. 
„Gegenwärtig herrscht in der Soziologie ein Typ von Abstraktionen vor, der sich auf isolierte Objekte im Zustand der Ruhe zu beziehen scheint. Selbst der Begriff des ‚sozialen Wandels‘ wird oft so gebraucht, als ob es sich um einen Zustand handele. Man denkt gewissermaßen vom Ruhezustand her zu der Bewegung als einem Sonderzustand.“

## Bezeichnung zugehöriger Forschungsansatz: Prozesssoziologie statt Figurationssoziologie
Obwohl der Figurationsbegriff lediglich einer von vielen prozess-soziologischen Begriffen ist, die Elias entwickelt und genutzt hat, stand der Begriff mit der Zeit zunehmend im Vordergrund. Dies führte dazu, dass Elias gesamter Ansatz häufig als „Figurationssoziologie“ bezeichnet wurde. Dabei veränderte sich das Verständnis des Figurationsbegriffes zunehmend und begann vielfach genau die Missverständnisse selbst zu erzeugen, die damit eigentlich hatten vermindert werden sollen. Elias bemerkte und kritisierte dies und hörte selbst auf, den Begriff zu nutzen:
„Ich glaube, dass der Figurationsbegriff im Gespräch und in der Diskussion viel zu nahe an den alten Systembegriff herangebracht worden ist, und ziehe, wenn man schon ein Etikett für meine Arbeiten sucht, ‚Prozeßsoziologie‘ vor.“

## Forschung auf Basis des Figurationsbegriffs
Seit der Einführung durch Norbert Elias nutzt eine Vielzahl von Forschungsarbeiten in unterschiedlichen Wissenschaftsdisziplinen den Figurationsbegriff.
Beispiele:
- Janne Arp: Die Nekropole als Figuration. Zur Methodik der sozialen Interpretation der Felsfassadengräber von Amarna. Wiesbaden 2012.
- Anke Barzantny: Mentoring-Programme für Frauen. Maßnahmen zu Strukturveränderungen in der Wissenschaft? ; eine figurationssoziologische Untersuchung zur akademischen Medizin. Wiesbaden 2008.
- Karin Gschwandtner: Charismakonzept und Figurationsanalyse. Zwei theoretische Annäherungen an die soziale Machtformation um Adolf Hitler im Vergleich. Passau 2015.
- Jörg Hüttermann: Entzündungsfähige Konfliktkonstellationen. Eskalations- und Integrationspotentiale in Kleinstädten der Einwanderungsgesellschaft. Weinheim 2010.
- Anne Juhasz, Eva Mey: Die zweite Generation Etablierte oder Aussenseiter? Biographien von Jugendlichen ausländischer Herkunft. Wiesbaden 2003.
- Mi-ae Pak: Patriarchat durch konfuzianische Anstandsnormen. Eine Analyse der traditionellen koreanischen Gesellschaft anhand der Zivilisationstheorie von Norbert Elias. Marburg 2000.
- Gerhard Reinecke: Thailands Weg zur Sozialversicherung. Entscheidungsprozesse zwischen Demokratisierung und Militärputsch ; eine Analyse der Figuration strategischer Gruppen. Saarbrücken 1993.
- Georg von Willich: Restrukturierung und Macht. Fallstudie einer Konzernreorganisation. Mering 2010.